# Graden
Graden är en ort i kommunen Köflach i distriktet Voitsberg  i förbundslandet Steiermark i Österrike. Graden var tidigare en självständig kommun, men blev den 1 januari 2015 en del av kommunen Köflach. 